# 존 머호니
존 머호니(John Mahoney, 1940년 6월 20일 ~ 2018년 2월 4일)는 미국의 배우이다.

## 출연 작품
- 사선에서
- 허드서커 대리인
- 플립 - 챗 던컨 역